# María Efigenia Vásquez Astudillo
María Efigenia Vásquez Astudillo (circa 1986 - 8 de octubre de 2017) fue reportera y presentadora de la estación de radio Renacer Kokonuko 90.7 FM en Colombia, así como comunicadora para los indígenas colombianos Kokonuko.

## Biografía
Efigenia Vásquez Astudillo fue una líder indígena del pueblo Kokonuko, que se alió con los Páez, también conocidos como los Nasa, ubicados en el municipio de Puracé, departamento del Cauca, al suroeste de Colombia. Efigenia trabajó voluntariamente en la radio indígena Renacer Kokonuco.
Efigenia estuvo interesada en los procesos de comunicación dentro de la comunidad indígena desde una edad temprana. Con el paso del tiempo, se unió a la estación de radio Renacer Kokonuko para los indígenas Kokonuko, en la que dirigió varios programas como "Amanecer Indígena" y "Minga".
La estación de radio también fue un espacio para que Efigenia denuncie los enfrentamientos que tuvieron lugar entre el Escuadrón Móvil Antidisturbios (ESMAD), una unidad de la Policía Nacional de Colombia.
Efigenia tenía 31 años cuando fue asesinada en los enfrentamientos el 8 de octubre de 2017. No había trabajado todo el tiempo en la radio porque tenía tres hijos y tuvo que cultivar fresa con la ayuda de su familia.
Hilda María Astudillo, su madre, dijo: “Se convirtió en periodista para que pudiera ser una voz para los que no tienen voz. Ella siempre estaba haciendo campaña por su familia y sus hijos para que pudieran vivir en paz cuando crezcan".

### 8 de octubre de 2017 choques
La comunidad Kokonuko inició un proceso de recuperación de la Madre Tierra hace unos años en Aguas Tibias, propiedad de Diego Angulo, un empresario de la ciudad de Popayán (la capital del departamento colombiano de Cauca), donde se ubicaron un centro turístico y balneario de aguas termales.
Efigenia fue a la propiedad en disputa de Aguas Tibias para apoyar y documentar una confrontación de su comunidad con ESMAD el domingo 8 de octubre de 2017. Tenía la tarea de registrar e informar sobre lo que estaba sucediendo en el área. En un momento de la confrontación cuando los kokonuko lanzaron piedras, escucharon disparos provenientes del ESMAD, uno de esos disparos dejó a Efigenia herida en el pecho, según el pueblo kokonuko.
Como lo documentó la FLIP, los miembros de la Guardia Indígena solicitaron una ambulancia para recoger a Efigenia, pero el conductor les dijo que no se le permitió entrar al lugar. Consiguieron un automóvil privado para recogerlo, pero según un indígena Kokonuko, el ESMAD evitó que el automóvil llegara a Efigenia. Finalmente, pudieron llevarla al hospital de San José de Popayán (en la ciudad capital de Popayán), pero ella murió a causa de la herida.

### Investigaciones
El servicio de salud colombiano hizo un comunicado de prensa que determinó que la herida de Efigenia causada por un proyectil de múltiples armas de fuego, causó una herida en el corazón que causó su muerte. El tipo de proyectil podría ser una escopeta o un dispositivo explosivo no convencional.
Irina Bokova, esa vez el director general de Unesco, pidió al gobierno colombiano que investigara el asesinato de una periodista. La FLIP solicitó al gobierno colombiano que investigue el asesinato para castigar a los perpetradores de asesinato, y elogió a Efigenia Vásquez Astudillo como periodista por hablar y defender los derechos de los pueblos indígenas de Cauca.